# Houssein Djama
Houssein Djama Egueh (arabisch حسين جاما ايجوي, geb. 23. Juli 1968) ist ein ehemaliger dschibutischer Mittelstreckenläufer.
Djama trat bei den Olympischen Sommerspielen 1992 in Barcelona an. Im Wettbewerb über 1500 m kam er in den Vorläufen auf Platz 7.